# Hieda no Are
Hieda no Are (en japonés: 稗田 阿礼) fue una persona de Japón importante en la compilación y edición del Kojiki en 712. Se sabe muy poco sobre su vida o su actividad que se encuadraría a fines del siglo VII, principios del siglo VIII. Un pasaje en el Seikyūki (西宮記) sugiere que perteneciera a la familia Sarume-no-kimi, supuestos descendientes de la diosa Ame-no-Uzume-no-Mikoto. Algunos escolásticos como Kunio Yanagita o Saigō Nobutsuna han teorizado que fuera una mujer.